# Тритон (ядро)
Трито́н — ядро атома трития, обозначается {\displaystyle \mathrm {{^{3}}H} } или {\displaystyle \mathrm {t} }. Состоит из одного протона и двух нейтронов. Масса 3,01550 а. е. м. = 2808,921 МэВ (меньше массы нейтрального атома трития на массу одного электрона). Используется как бомбардирующая частица в ускорителях заряженных частиц. Бета-радиоактивен с периодом полураспада около 12 лет, превращается в гелион.